# Dow Jones
Indeks Dow Jones ili preciznije Dow Jones Industrial Average (DJIA) jedan je od nekoliko indeksa američke elektroničke burze dionica NYSE sa sjedištem u New Yorku, koji su stvorili Charles Dow (1851. – 1902.), osnivač Wall Street Journala i tvrtke Dow Jones, i Edward Jones (1856. – 1920.). Charles Dow sastavio je indeks za mjerenje razvoja tržišnog kapitala SAD-a. Indeks Dow Jones na njujorškoj burzi (NYSE) je nakon Dow Jones Transportation Averagea najstariji indeks u Sjedinjenim Državama i danas se sastoji od 30 najvećih američkih tvrtki.

## Povijest
Indeks je prvi put bio objavljen 3. srpnja 1884. u novinama "Customers' Afternoon Letter" i na početku se sastojao od jedanaest tvrtki.
Industrijski indeks Dow Jones (eng. Dow Jones Industrial Average; skraćeno DJIA; NYSE: DJI) najstariji je američki tržišni indeks. Utemeljio ga je urednik Wall Street Journala Charles Dow 1884. kako bi pratio razvoj industrijske komponente američkih burzi. Niti jedan od izvornih industrijskih subjekata nije ostao u indeksu.
Iako je DJIA jedan od najstarijih i najpopularnijih dioničkih indeksa, mnogi profesionalci smatraju da Dow Jones ne odražava na odgovarajući način cjelokupnu američku burzu u usporedbi sa širim tržišnim indeksima kao što su S&P 500 ili Russell 2000.

## Izračun i kriteriji odabira
Indeksom je obuhvaćeno 30 najvećih američkih kompanija. Definicija "industrijski" nije ništa drugo nego počast povijesti: sada mnoge od tih tvrtki ne pripadaju industriji.
U početku je indeks izračunat kao aritmetički prosjek cijena dionica obuhvaćenih društava. Sada, da biste izračunali zbroj cijena svih 30 dionica, podijelite s Dow Jonesovim omjerom. Od 4. studenog 2021. omjer Dow Jones je 0,1517. Omjer se mijenja svaki put kada matična tvrtka prolazi kroz podjelu dionica, tako da podjela dionica ne utječe na vrijednost indeksa.

## Metode ulaganja
Ulaganje u Dow Jones moguće je putem indeksnih fondova, kao i kroz derivate kao što su opcijski ugovoru i ročnice reosiguranja.
Čikaška burza opcija izdaje ugovore o opcijama na Dowu kroz korijenski simbol DJX. ETF koji ponavlja pokazatelja indeksa izdaje State Street Corporation.